# Staurakios
Stauraciu (Staurakios) (n. 775 d.Hr. – d. 11 ianuarie 812 d.Hr., Constantinopol, Imperiul Roman de Răsărit) a fost împărat bizantin între 26 iulie și 2 octombrie 811, fiul lui Nicefor I.
În 803 a fost asociat de către tatăl său la domnie. În 807, Stauraciu s-a căsătorit cu Theopano, o rudă a fostei împărătese Irina Ateniana. În 811, a participat alături de tatăl său în campania din Bulgaria și a reușit să scape din bătălia de la Pliska. Din păcate, a paralizat din cauza unei lovituri de spadă la gât, și a fost retras de pe câmpul de luptă de către garda imperială. Din motive necunoscute, a fost încoronat la Adrianopol, ci nu în Constantinopol. Din cauza incapabilității sale de a conduce, Curtea s-a divizat în două facțiuni: cea a soției lui Staurakios, Theopano, și cea a sorei lui, Prokopia, care voia ca soțul ei, Mihail I Rangabe, să devină împărat. Pe 2 octombrie, 811, Mihail Rangabe l-a forțat pe Staurakios să abdice. Acesta s-a retras într-o mănăstire unde a murit pe 11 ianuarie, 812.